# Joy Ride (pel·lícula de 2023)
Joy Ride és una pel·lícula de comèdia estatunidenca del 2023 dirigida per Adele Lim, en el seu debut com a directora, i escrita per Cherry Chevapravatdumrong i Teresa Hsiao, a partir d'una història de les mateixes Lim, Chevapravatdumrong i Hsiao. La pel·lícula és protagonitzada per Ashley Park, Sherry Cola, Stephanie Hsu i Sabrina Wu, amb Ronny Chieng, Meredith Hagner, David Denman, Annie Mumolo, Timothy Simons i Daniel Dae Kim en papers secundaris. S'ha subtitulat al català.
La pel·lícula es va anunciar el 2018 després de l'acord de col·laboració entre Point Gray Pictures i Lionsgate, i Lim es va confirmar com a directora el 2021. El repartiment es va anunciar entre l'agost i l'octubre del mateix any, i el rodatge va tenir lloc a la Colúmbia Britànica durant l'octubre.
Joy Ride es va projectar per primer cop al festival de cinema South by Southwest el 17 de març de 2023 i es va estrenar als cinemes dels Estats Units el 7 de juliol a càrrec de Lionsgate Films. La pel·lícula va rebre crítiques positives, que van elogiar les interpretacions dels protagonistes i l'humor.